# Keleti Márton

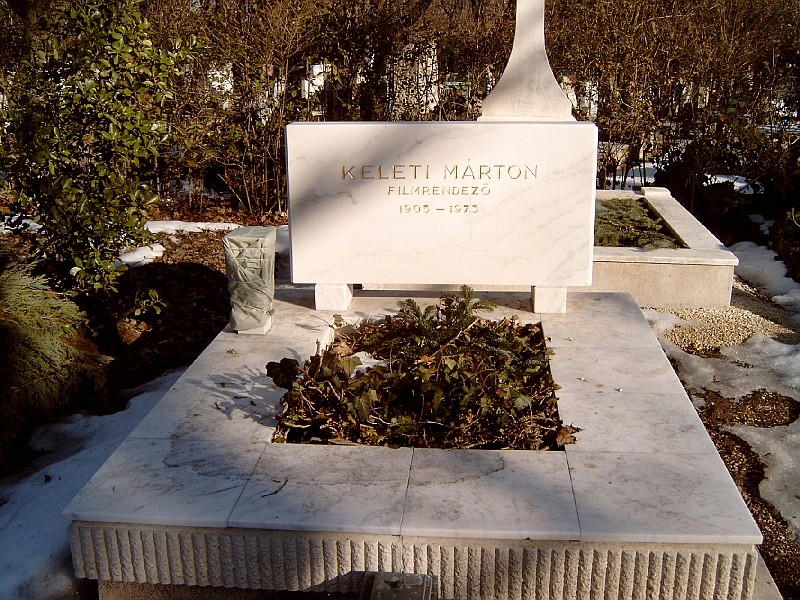
Keleti Márton sírja Budapesten. Farkasréti temető: 6/3-1-35/36

Keleti Márton (Budapest, Erzsébetváros, 1905. április 26. – Budapest, 1973. június 20.) háromszoros Kossuth-díjas magyar filmrendező, érdemes és kiváló művész.

## Életpályája
Budapesten született Keleti Adolf fővárosi tanító (1874–1957) és Goldfinger Berta (1867–1955) gyermekeként, zsidó családban. Pályája kezdetén színházi rendezőként dolgozott; elsősorban a zenés műfaj vonzotta. Az 1930-as években kezdett filmezni. Első önálló filmje A torockói menyasszony, ezt követte néhány népszerű vígjáték. Származása miatt a második világháború alatt nem dolgozhatott, a háború után viszont ő forgatta az egyik első magyar filmet, A tanítónő címmel. A filmgyártás államosítása nagy lehetőségeket nyitott számára. Ettől kezdve felváltva rendezett nagy sikerű vígjátékokat (Mágnás Miska stb.) és komolyabb témájú műveket (pl. Beszterce ostroma, Különös házasság). 1950-től a Színház- és Filmművészeti Főiskola filmtanszakának vezetője volt. 1965-ben készült talán legismertebb filmje, A tizedes meg a többiek, amely bekerült az 1945 utáni 12 legjobbnak ítélt film közé. Nagy sikert – és nemzetközi elismerést – hozott számára a Butaságom története c. vígjátéka. Jelentős műve az 1970-ben Liszt Ferenc életéről készült Szerelmi álmok c. filmje. A hatvanas évektől a Magyar Televíziónak is dolgozott, több politikai tárgyú játékfilmet rendezve.

## Filmjei

### Játékfilmek
- Torockói menyasszony (1937)
- Viki (1937)
- Borcsa Amerikában (1938)
- Te csak pipálj Ladányi (1938)
- Nehéz apának lenni (1938)
- A harapós férj (1938)
- A tanítónő (1945)
- Beszterce ostroma (1948)
- Mágnás Miska (1949)
- Janika (1949)
- Dalolva szép az élet (1950)
- A selejt bosszúja (1951)
- Különös házasság (1951)
- Civil a pályán (1951)
- Erkel (1952)
- Ifjú szívvel (1953)
- Péntek 13 (1953)
- Kiskrajcár (1953)
- Fel a fejjel (1954)
- Pixi és Mixi a cirkuszban (1954)
- Díszelőadás (1955)
- Kállai kettős (1955)
- A csodacsatár (1956)
- Az élet hídja (1956)
- Két vallomás (1957)[7]
- Don Juan legutolsó kalandja(1958)
- Fekete szem éjszakája (1958)
- Tegnap (1958)
- Pár lépés a határ (1959)
- Virrad (1960)
- Amíg holnap lesz (1961)
- Nem ér a nevem (1961)
- Puskák és galambok (1961)
- Esős vasárnap (1962)
- Hattyúdal (1963)
- Ha egyszer húsz év múlva (1964)
- A tizedes meg a többiek (1965)
- Butaságom története (1965)
- Tanulmány a nőkről (1967)
- Változó felhőzet (1967)
- Elsietett házasság (1968)
- Történelmi magánügyek (1969)
- Szerelmi álmok – Liszt (1970), szovjet-magyar film
- Harminckét nevem volt (1972)
- Fuss, hogy utolérjenek! (1972)
- Csínom Palkó (1973)

### Tévéfilmek
- Váltás (1964)
- Az idegen ember (1964)
- A két találkozás (1965)
- Én, Strasznov Ignác, a szélhámos (1966)
- Az ördögök teste (1967)
- A százegyedik szenátor (1967)
- Az Aranykesztyű lovagjai (1968)
- Bözsi és a többiek (3 részes TV film sorozat 1968)
- Komédia a tetőn (1969)
- A régi nyár (1969)
- Én, Prenn Ferenc 1–3. (1969)
- A 0416-os szökevény 1–5. (1970)
- Villa, a Lidón (1971)
- Bob herceg (1972)

## Díjai, elismerései
- Kossuth-díj (1951, 1953, 1954)
- Érdemes művész (1952)
- Kiváló művész (1965)
- SZOT-díj (1970)

## Emlékezete
- Az ő nevét viseli Fóton a 2101-es útnak a MAFILM ottani telephelye mellett húzódó szakasza.